# Општина Атлиско (Пуебла)
Атлиско (шп. Atlixco) општина је у Мексику у савезној држави Пуебла. Општина се налази на надморској висини од 1853 м.

## Становништво
Према подацима из 2010. у општини је живело 127062 становника.

### Хронологија
| Година       | 2000                   | 2005                   | 2010                   |
| ------------ | ---------------------- | ---------------------- | ---------------------- |
| Становништво | 117111 (54667 / 62444) | 122149 (56813 / 65336) | 127062 (59360 / 67702) |

### Попис
| \| \| м \| \| \| ж \| \| 0—2 \| 3.428 \| \| \| 3.327 \| \| 3—5 \| 3.871 \| \| \| 3.734 \| \| 6—11 \| 8.015 \| \| \| 7.729 \| \| 12—14 \| 4.053 \| \| \| 3.975 \| \| 15—17 \| 4.191 \| \| \| 4.176 \| \| 18—24 \| 7.279 \| \| \| 8.823 \| \| 60+ \| 5.747 \| \| \| 7.216 \| \| Просек : \| 28,0 \| \| \| 29,9 \| |       |  |  |       |
| |       |  |  |       |
| | м     |  |  | ж     |
| 0—2 | 3.428 |  |  | 3.327 |
| 3—5 | 3.871 |  |  | 3.734 |
| 6—11 | 8.015 |  |  | 7.729 |
| 12—14 | 4.053 |  |  | 3.975 |
| 15—17 | 4.191 |  |  | 4.176 |
| 18—24 | 7.279 |  |  | 8.823 |
| 60+ | 5.747 |  |  | 7.216 |
| Просек : | 28,0  |  |  | 29,9  |

| #   | Индикатор                                                                                        | Вредност |
| --- | ------------------------------------------------------------------------------------------------ | -------- |
| 1   | Становништво од 0 до 2 године                                                                    | 6755     |
| 2   | Мушко становништво од 0 до 2 године                                                              | 3428     |
| 3   | Женско становништво од 0 до 2 године                                                             | 3327     |
| 4   | Становништво са 3 и више година                                                                  | 119200   |
| 5   | Мушко становништво са 3 и више година                                                            | 55376    |
| 6   | Женско становништво са 3 и више година                                                           | 63824    |
| 7   | Становништво са 5 и више година                                                                  | 114132   |
| 8   | Мушко становништво са 5 и више година                                                            | 52817    |
| 9   | Женско становништво са 5 и више година                                                           | 61315    |
| 10  | Становништво са 12 и више година                                                                 | 95851    |
| 11  | Мушко становништво са 12 и више година                                                           | 43490    |
| 12  | Женско становништво са 12 и више година                                                          | 52361    |
| 13  | Становништво са 15 и више година                                                                 | 87823    |
| 14  | Мушко становништво са 15 и више година                                                           | 39437    |
| 15  | Женско становништво са 15 и више година                                                          | 48386    |
| 16  | Становништво са 18 и више година                                                                 | 79456    |
| 17  | Мушко становништво са 18 и више година                                                           | 35246    |
| 18  | Женско становништво са 18 и више година                                                          | 44210    |
| 19  | Становништво од 3 до 5 година                                                                    | 7605     |
| 20  | Мушко становништво од 3 до 5 година                                                              | 3871     |
| 21  | Женско становништво од 3 до 5 година                                                             | 3734     |
| 22  | Становништво од 6 до 11 година                                                                   | 15744    |
| 23  | Мушко становништво од 6 до 11 година                                                             | 8015     |
| 24  | Женско становништво од 6 до 11 година                                                            | 7729     |
| 25  | Становништво од 8 до 14 година                                                                   | 18655    |
| 26  | Мушко становништво од 8 до 14 година                                                             | 9511     |
| 27  | Женско становништво од 8 до 14 година                                                            | 9144     |
| 28  | Становништво од 12 до 14 година                                                                  | 8028     |
| 29  | Мушко становништво од 12 до 14 година                                                            | 4053     |
| 30  | Женско становништво од 12 до 14 година                                                           | 3975     |
| 31  | Становништво од 15 до 17 година                                                                  | 8367     |
| 32  | Мушко становништво од 15 до 17 година                                                            | 4191     |
| 33  | Женско становништво од 15 до 17 година                                                           | 4176     |
| 34  | Становништво од 18 до 24 године                                                                  | 16102    |
| 35  | Мушко становништво од 18 до 24 године                                                            | 7279     |
| 36  | Женско становништво од 18 до 24 године                                                           | 8823     |
| 37  | Женско становништво од 15 до 49 година                                                           | 35334    |
| 38  | Становништво са 60 и више година                                                                 | 12963    |
| 39  | Мушко становништво са 60 и више година                                                           | 5747     |
| 40  | Женско становништво са 60 и више година                                                          | 7216     |
| 41  | Однос између мушкараца и жена                                                                    | 87.68    |
| 42  | Становништво од нуле до 14 година                                                                | 38132    |
| 43  | Становништво од 15 до 64 године                                                                  | 78663    |
| 44  | Становништво од 65 година и више                                                                 | 9160     |
| 45  | Просечан број деце                                                                               | 2.46     |
| 46  | Становништво рођено у ентитету                                                                   | 114904   |
| 47  | Мушко становништво рођено у ентитету                                                             | 53551    |
| 48  | Женско становништво рођено у ентитету                                                            | 61353    |
| 49  | Становништво рођено у другом ентитету                                                            | 9597     |
| 50  | Мушко становништво рођено у другом ентитету                                                      | 4529     |
| 51  | Женско становништво рођено у другом ентитету                                                     | 5068     |
| 52  | Становништво од 5 година и више резидентно у ентитету у јуну 2005. године                        | 108766   |
| 53  | Мушко становништво старосног доба од 5 година и више, резидентно у ентитету у јуну 2005. године  | 49649    |
| 54  | Женско становништво старосног доба од 5 и више година, резидентно у ентитету у јуну 2005. године | 59117    |
| 55  | Становништво од 5 година и више које је живело у другом ентитету у јуну 2005. године             | 2517     |
| 56  | Мушко становништво старије од 5 година које је живело у другом ентитету у јуну 2005. године      | 1254     |
| 57  | Женско становништво старије од 5 година које је живело у другом ентитету у јуну 2005. године     | 1263     |
| 58  | Становништво од 3 године и више које говори аутохтони језик                                      | 3768     |
| 59  | Мушко становништво старо 3 године и више које говори аутохтони језик                             | 1690     |
| 60  | Женско становништво старо 3 године и више које говори аутохтони језик                            | 2078     |
| 61  | Становништво од 3 године и више које говори аутохтони језик и не говори шпански језик            | 51       |
| 62  | Мушко становништво старо 3 године и више које говори аутохтони језик и не говори шпански         | 10       |
| 63  | Женско становништво старо 3 године и више које говори аутохтони језик и не говори шпански језик  | 41       |
| 64  | Становништво старо 3 године и више које говори аутохтони језик и шпански                         | 3391     |
| 65  | Мушко становништво старо 3 године и више које говори аутохтони језик и шпански                   | 1539     |
| 66  | Женско становништво старо 3 године и више које говори аутохтони језик и шпански                  | 1852     |
| 67  | Становништво од 5 година и више које говори аутохтони језик                                      | 3752     |
| 68  | Становништво од 5 година и више које говори аутохтони језик и не говори шпански језик            | 51       |
| 69  | Становништво од 5 година и више које говори аутохтони језик и говори шпански језик               | 3385     |
| 70  | Становништво у домородачким домаћинствима                                                        | 9314     |
| 71  | Становништво са ограничењима у активностима                                                      | 5466     |
| 72  | Становништво са ограниченим ходањем или кретањем, горе или доле                                  | 3116     |
| 73  | Становници са ограничењима вида, чак и уз кориштење сочива                                       | 1569     |
| 74  | Становништво са ограничењима говора, комуникације или конверзације                               | 454      |
| 75  | Становништво са ограниченим слухом                                                               | 639      |
| 76  | Становништво са ограничењима при одевању, купању или јелу                                        | 229      |
| 77  | Становништво са ограничењима у опажању или учењу једноставних ствари                             | 232      |
| 78  | Становништво са менталним ограничењима                                                           | 413      |
| 79  | Становништво без ограничења активности                                                           | 119561   |
| 80  | Становништво од 3 до 5 година које не похађа школу                                               | 3381     |
| 81  | Мушко становништво од 3 до 5 година које не похађа школу                                         | 1721     |
| 82  | Женско становништво од 3 до 5 година које не похађа школу                                        | 1660     |
| 83  | Становништво од 6 до 11 година које не похађа школу                                              | 572      |
| 84  | Мушко становништво од 6 до 11 година које не похађа школу                                        | 301      |
| 85  | Женско становништво од 6 до 11 година које не похађа школу                                       | 271      |
| 86  | Становништво од 12 до 14 година које не похађа школу                                             | 927      |
| 87  | Мушко становништво од 12 до 14 година које не похађа школу                                       | 482      |
| 88  | Женско становништво од 12 до 14 година које не похађа школу                                      | 445      |
| 89  | Становништво од 15 до 17 година похађа школу                                                     | 5314     |
| 90  | Мушко становништво од 15 до 17 година похађа школу                                               | 2581     |
| 91  | Женско становништво између 15 и 17 година живота у школи                                         | 2733     |
| 92  | Становништво од 18 до 24 године похађа школу                                                     | 4781     |
| 93  | Мушко становништво од 18 до 24 године похађа школу                                               | 2255     |
| 94  | Женско становништво од 18 до 24 године похађа школу                                              | 2526     |
| 95  | Становништво од 8 до 14 година које не може да чита и пише                                       | 696      |
| 96  | Мушко становништво старосног доба од 8 до 14 година које не може да чита и пише                  | 428      |
| 97  | Женско становништво старосног доби од 8 до 14 година које не може да чита и пише                 | 268      |
| 98  | Становништво од 15 година и више које је неписмено                                               | 6461     |
| 99  | Мушко становништво од 15 година и више које је неписмено                                         | 1943     |
| 100 | Женско становништво од 15 година и више које је неписмено                                        | 4518     |
| 101 | Становништво старо 15 и више година без школовања                                                | 5656     |
| 102 | Мушко становништво старо 15 и више година без школовања                                          | 1854     |
| 103 | Женско становништво старо 15 и више година без школовања                                         | 3802     |
| 104 | Становништво старосног доба 15 и више година са непотпуним основним образовањем                  | 14194    |
| 105 | Мушко становништво старосног доба од 15 година и више са непотпуном основним образовањем         | 6022     |
| 106 | Женско становништво старосног доба 15 и више година са непотпуном основним образовањем           | 8172     |
| 107 | Становништво старо 15 и више година са комплетним основним образовањем                           | 18022    |
| 108 | Мушко становништво старо 15 година и више са комплетним основним образовањем                     | 8253     |
| 109 | Женско становништво старо 15 и више година са комплетним основним образовањем                    | 9769     |
| 110 | Становништво старосног доба 15 и више година са непотпуним средњим образовањем                   | 4442     |
| 111 | Мушко становништво старосног доба од 15 година и више са непотпуним средњим образовањем          | 2415     |
| 112 | Женско становништво старосног доба од 15 година и више са непотпуним средњим образовањем         | 2027     |
| 113 | Становништво старо 15 и више година са пуним секундарном образовањем                             | 15989    |
| 114 | Мушко становништво старосног доба од 15 година и више са пуним секундарном образовањем           | 7494     |
| 115 | Женско становништво старосног доба од 15 година и више са пуним секундарном образовањем          | 8495     |
| 116 | Становништво старије од 18 година са постосновним образовањем                                    | 26465    |
| 117 | Мушко становништво старије од 18 година са постосновним образовањем                              | 12171    |
| 118 | Женско становништво старије од 18 година са постосновним образовањем                             | 14294    |
| 119 | Просечна оцена школовања                                                                         | 8.25     |
| 120 | Просечан ниво образовања мушке популације                                                        | 8.5      |
| 121 | Просечан ниво образовања женског становништва                                                    | 8.05     |
| 122 | Економски активно становништво                                                                   | 50616    |
| 123 | Економски активна мушка популација                                                               | 31456    |
| 124 | Економски активна женска популација                                                              | 19160    |
| 125 | Становништво које није економски активно                                                         | 44773    |
| 126 | Мушко становништво које није економски активно                                                   | 11799    |
| 127 | Женско становништво које није економски активно                                                  | 32974    |
| 128 | Запослено становништво                                                                           | 48785    |
| 129 | Запослено мушко становништво                                                                     | 30052    |
| 130 | Запослено женско становништво                                                                    | 18733    |
| 131 | Незапослена популација                                                                           | 1831     |
| 132 | Незапослена мушка популација                                                                     | 1404     |
| 133 | Незапослена женска популација                                                                    | 427      |
| 134 | Становништво без права на здравствене услуге                                                     | 68598    |
| 135 | Становништво које има право на здравствене услуге                                                | 57099    |
| 136 | Становништво које има право на ИМСС                                                              | 23021    |
| 137 | Становништво које има право на социјално осигурање                                               | 6198     |
| 138 | Становништво које има право на државно социјално осигурање                                       | 1964     |
| 139 | Становништво које има право на опште осигурање или здравствено осигурање за нову генерацију      | 20981    |
| 140 | Становништво које је било једном или није било у браку током 12 година и више                    | 35032    |
| 141 | Венчано или уједињено становништво од 12 година и више                                           | 50088    |
| 142 | Становништво које је било у браку или уједињено 12 година и више                                 | 10569    |
| 143 | Становништво са католичком религијом                                                             | 110283   |
| 144 | Протестанти, еванђелисти и библијски следбеници различити од еванђелиста                         | 10653    |
| 145 | Становништво са другим религијама различитим од претходних                                       | 110      |
| 146 | Становништво без религије                                                                        | 3200     |
| 147 | Укупно пописаних домаћинства                                                                     | 31198    |
| 148 | Пописна домаћинства на челу са мушкарцима                                                        | 21291    |
| 149 | Пописна домаћинства на челу са женама                                                            | 9907     |
| 150 | Становништво у пописним домаћинствима                                                            | 125707   |
| 151 | Становништво у пописним домаћинствима на челу са мушкарцима                                      | 90554    |
| 152 | Становништво у пописним домаћинствима на челу са женама                                          | 35153    |
| 153 | Укупно домаћинстава                                                                              | 41877    |
| 154 | Укупно насељених домаћинстава                                                                    | 31559    |
| 155 | Укупно приватних кућа                                                                            | 41516    |
| 156 | Насељени приватни домови                                                                         | 31198    |
| 157 | Укупно насељених приватних кућа                                                                  | 31549    |
| 158 | Ненасељене приватне куће                                                                         | 7273     |
| 159 | Појединачна домаћинства за привремену употребу                                                   | 3045     |
| 160 | Становници у насељеним приватним кућама                                                          | 125707   |
| 161 | Насељеност станара у приватним становима                                                         | 4.03     |
| 162 | Просечно становника по соби у приватним насељеним домаћинствима                                  | 1.12     |
| 163 | Појединачна домаћинства са подовима од различитих материјала од земље                            | 28628    |
| 164 | Појединачна домаћинства у приземљу                                                               | 2386     |
| 165 | Појединачна домаћинства са једном спаваћом собом                                                 | 12351    |
| 166 | Појединачна домаћинства са две спаваће собе и више                                               | 18700    |
| 167 | Појединачна домаћинства са једним собом                                                          | 2567     |
| 168 | Појединачна домаћинства са две собе                                                              | 6208     |
| 169 | Појединачна домаћинства са 3 собе и више                                                         | 22241    |
| 170 | Појединачна домаћинства која имају електрично светло                                             | 30841    |
| 171 | Појединачна домаћинства која немају електрично светло                                            | 221      |
| 172 | Појединачна домаћинства која имају водоводну воду у стамбеном простору                           | 26630    |
| 173 | Појединачна домаћинства која немају водоводну воду у стамбеном простору                          | 4404     |
| 174 | Појединачна домаћинства која имају тоалет                                                        | 29533    |
| 175 | Појединачна домаћинства која имају канализацију                                                  | 28830    |
| 176 | Појединачна домаћинства која немају канализацију                                                 | 2176     |
| 177 | Појединачна домаћинства која имају електрично светло, довод воде из јавне мреже и канализацију   | 25114    |
| 178 | Појединачна домаћинства без икаквих услова                                                       | 661      |
| 179 | Појединачна домаћинства која имају радио                                                         | 26399    |
| 180 | Појединачна домаћинства која имају телевизор                                                     | 29135    |
| 181 | Појединачна домаћинства која имају фрижидер                                                      | 23749    |
| 182 | Појединачна домаћинства која имају машину за веш                                                 | 16744    |
| 183 | Појединачна домаћинства која имају аутомобил или комби                                           | 10630    |
| 184 | Појединачна домаћинства која имају рачунар                                                       | 7537     |
| 185 | Појединачна домаћинства која имају фиксну телефонску линију                                      | 16060    |
| 186 | Појединачна домаћинства која имају мобилни телефон                                               | 16811    |
| 187 | Појединачна домаћинства која имају приступ интернету                                             | 5524     |